# Anne Åkerblom
Anne Carita Åkerblom (nosiła również nazwisko Vainio, ur. 15 października 1960 w Helsinkach) – fińska judoczka. Olimpijka z Barcelony 1992, gdzie zajęła dwudzieste miejsce w wadze ciężkiej.
Siódma na mistrzostwach świata w 1984 i 1991; uczestniczka zawodów w 1987, 1989 i 1993. Startowała w Pucharze Świata w latach 1989-1993. Wicemistrzyni Europy w 1985 i 1989; piąta w 1992 i 1993 roku. Trzynastokrotna mistrzyni kraju.

## Letnie Igrzyska Olimpijskie 1992
| Konkurencja | Eliminacje             | Klas. końcowa |
| Konkurencja | Przeciwnik I           | Miejsce       |
| ----------- | ---------------------- | ------------- |
| +72 kg      | Beata Maksymow (POL) P | 20.           |